# 草津市立志津南小学校
草津市立志津南小学校（くさつしりつ しづみなみしょうがっこう）は、滋賀県草津市にある公立小学校。

## 概要
飛島グリーンヒル内に設けられた公立小学校。当初の校区は若草地区のみであったが、児童数の増加に伴い、1997年（平成9年）4月と2005年（平成17年）4月に校区の見直しが行われた。なお、当校の名物遊具は「冒険ジャングル」であったが、老朽化のため2005年（平成17年）3月に撤去された。

## 沿革
- 1987年（昭和62年）
  - 4月1日 - 草津市立志津小学校から分離し、開校[1]。
  - 6月6日 - 開校記念行事を開催。同日が開校記念日となった。
  - 11月21日 - 校歌を披露する。
- 1989年（平成元年）1月22日 - 「冒険ジャングル」が完成する。
- 1990年（平成2年）2月4日 -  第19回お話を絵にするコンクールで学校賞を受賞する。
- 1991年（平成3年）
  - 3月31日 - 校章型花壇と多目的スペースが完成する。
  - 4月22日 - 科学技術庁長官賞 学校賞を受賞する。
- 1993年（平成5年）1月24日 - 第22回お話を絵にするコンクールで学校賞を受賞する。
- 1994年（平成6年）
  - 3月31日 - 校舎3階にコンピュータ室を設置する。
  - 11月25日 - 滋賀県青少年赤十字研究推進委嘱校 研究発表を行う。
- 1996年（平成8年）
  - 1月21日 -  第25回お話を絵にするコンクールで学校賞を受賞。
  - 11月3日 - PTA手作り遊具再建10周年記念行事を行う。
- 1997年（平成9年）4月1日 - 学区内に岡本地域が誕生する。
- 1998年（平成10年）4月 - 志津南学区地域協働合校を推進する（※翌年3月まで実施）。
- 1999年（平成11年）6月 - 滋賀県立湖南農業高等学校と連携し、ふれあい農業スクールを実施する（※翌年1月まで継続）。
- 2001年（平成13年）3月 - 3年生総合学習（環境学習）が全国大会に出場する。
- 2004年（平成16年）8月 - 全国図書館教育研究大会の会場校となる。
- 2005年（平成17年）
  - 3月 - 「冒険ジャングル」を撤去。お別れ会を実施する。
  - 4月1日 - 通学区の変更が行われ、岡本町と追分町の一部が校区となる。
  - 4月2日 - 新たに校区となった生徒（※対象地域は前述）に対する歓迎式を実施する。
- 2006年（平成18年）3月31日 - 「冒険ジャングル」の木を使い、遊具を再建する。
- 2008年（平成20年）10月24日 - 「滋賀教育の日」[注 2]として、志津南小プログラムを開催する[3]。
- 2009年（平成21年）10月19日 - 文化ボランティア全国フォーラム 2009 in 滋賀（主催：文化庁）を開催。同フォーラムで授業公開が行われる。
- 2010年（平成22年） - 第56回青少年読書感想文全国コンクールで学校賞を受賞する。
- 2011年（平成23年） 
  - 1月 - 読書感想文全国コンクールでサントリー奨励賞および学校賞を受賞する。
  - 4月 - 文部科学省から「人権教育推進指定校」の指定を受ける（翌年度も継続）[4]。
- 2012年（平成24年）8月 - 校舎増築工事を行う[5]。
- 2013年（平成25年）4月30日 - 校舎増築工事の完成記念式典が行われる[6]。
- 2014年（平成26年） - 翌年3月まで、立命館大学びわこ・くさつキャンパスとの連携授業を行う。同年の2学期よりタブレットPCを導入する。
- 2015年（平成27年）6月 - 校舎増築工事を行う[7]。
- 2016年（平成28年）3月 - 校舎増築工事を終え、新教室が完成する。
- 2022年（令和4年）7月 - 大規模改修工事を行う（※同年8月まで）。

（注記なき出典：）

## 基礎データ

### 象徴
- 校歌 - 作詞：山川隆道、作曲：額田多喜男[要出典]

### スローガン
- 教育目標 - こころゆたかにゆめをはぐくむ[9][10][11]
- 合言葉 - 人にやさしく 力をあわせ チャレンジする 南っ子[9][10][11]

## 通学区域
- 草津市
  - 若草地区の全域、追分南地区のほぼ全域と岡本町および青地町の一部[12]

## 主な進学先
- 草津市立高穂中学校[12]

## アクセス
- JR琵琶湖線（東海道本線）・JR草津線草津駅
  - 同駅から帝産湖南交通。「若草三丁目」停留所下車、徒歩約1分[13]。
- JR琵琶湖線（東海道本線）南草津駅
  - 同駅から近江鉄道バスまたは帝産湖南交通。「若草一丁目」停留所下車、徒歩約6分[13]。